# Ибрагимов, Шагимардан Мрясович
Шагимардан Мрясович Ибрагимов (по другим данным, Мирасович, Мирясович; 1841 (по другим данным, 1840), окрестности Кокшетау — 1892 (по другим данным, 1891), Джидда, Саудовская Аравия) — журналист, этнограф, дипломат, переводчик (знал тюрки, фарси и некоторые другие языки), краевед.

## Биография
По происхождению — из оренбургских башкир (предположительно из дворян). Учился в Омском кадетском корпусе, по окончании учёбы служил в различных учреждениях г. Петропавловска Акмолинской области. В 1850 году работал секретарем ст. султана Кокшетауского окружного приказа Шынгыса (Чингиза) Уалиханова (Валиханова); в 1863—1867 годах работал учителем в казахской школы в Омске; с 1867 — переводчиком генерал-губернатора в Ташкенте (по другим данным, с 1870 переводчик при дипломатической службе канцелярии Туркестанского генерал-губернаторства). В 1870—1890 годах — редактор газеты «Туркестан вилайете газите» («Газета Туркестанского края»; приложение к газете «Туркестанские ведомости», Ташкент), выходившей на казахском и узбекском языках (по другим данным, был редактором в 1870—1881 годах, а в 1880 и 1881 возглавлял русские посольства в Бухару, с 1881 года — консул в г. Кашгар (Китай), с 1886 года представитель Туркестанского генерал-губернаторства в Санкт-Петербурге). В 1890 (по другим данным, в 1891) году назначен первым генеральным консулом России в Джидде.
Был близким другом Ш. Уалиханова. В 1861 году, будучи в гостях у Ш. Уалиханова, записал и подготовил к изданию собрание его сочинений, которые были опубликованы в 1904 году. В 1870 году организовал в Ташкенте «Туркестанское отделение любителей природоведения, антропологии и этнографии» Русского географического общества. В 1892 году во время хаджа погиб под Меккой, по официальной версии — от холеры, хотя есть гипотеза, что был убит исламскими фанатиками.
Изучал быт и культуру казахского народа, собирал этнографический и фольклорный материал, который публиковал на страницах изданий Русского географического общества («Киргизские пословицы и поговорки», 1868; «Этнографические очерки киргизского народа», 1872; «О муллах в киргизской степи», 1874; «Очерки киргизов», 1876; «Заметки о киргизском суде», 1878 и многие др.). Выпустил несколько номеров «Узбекского календаря» на узбекском языке. Составитель «Толкового словаря бытовых и традиционных слов казахского языка». Автор переводов произведений Л. Н. Толстого и других русских писателей, а также сборника сказок «Тысяча и одна ночь».